# 高橋弘二
高橋 弘二（たかはし こうじ、1938年（昭和13年）7月23日 - 2015年（平成27年）12月 ）は、日本の事業家・税理士、自己啓発セミナーである有限会社ライフスペース元代表。成田ミイラ化遺体事件の後、高橋グル、シャクティパット・グルとも呼ばれた。

## 来歴
- 1981年（昭和56年）頃 - 自己啓発セミナー「BALセミナー」を始める。
- 1983年（昭和58年） - 有限会社ライフスペースを設立して代表取締役に就任。
- 1987年（昭和62年） - 「CAMB」と呼ぶ瞑想法を中心とした「CAMBセミナー」を開催し、最盛期には1万人近い参加者を集めていたとされる。セミナーの開催と平行して複数の自己啓発書を著している。
- 1995年（平成7年） - セミナーに参加した大学生が熱中症で死亡する事故が発生し、参加者が激減。高橋はライフスペースの代表取締役を辞任。
- 1996年（平成8年）頃[注釈 1] - 高橋はサイババによって「シャクティパット・グル」に指名された後継者であると自称するようになり、「シャクティ」と呼ぶエネルギーを、頭部を手で軽く叩く「シャクティパット」と呼ぶ方法で患者に送ることで病気を治すことができると喧伝した。
- 1997年（平成9年） - 「シャクティパット・グル」の教えを正しく伝える団体として「シャクティパットグル・ファウンデーション」（Shakty PAT GURU Foundation、略称SPGF）を設立し、この「シャクティ治療」を行うセミナーを開催することで、多額の受講料を集めるようになっていった。
- 1999年（平成11年）11月11日 - 成田ミイラ化遺体事件発生。
- 2000年（平成12年） - 上記遺体事件により、保護責任者遺棄致死容疑で逮捕、殺人容疑で起訴された。事件の異常さに加えて、逮捕前の記者会見や公判などで独自の『定説』・『判例』を展開して無罪を訴えたため、世間からの注目を浴びた[2]。
- 2002年（平成14年）2月5日 - 1審の千葉地方裁判所で求刑通り懲役15年の判決を受けたが、高橋は控訴。
- 2003年（平成15年）6月27日 - 2審の東京高等裁判所の判決では、不作為犯であることと殺意は途中から生じたものと認定されて懲役7年に減軽された。高橋は無罪を主張して上告。
- 2005年（平成17年）7月4日 - 最高裁判所が高橋の上告を棄却して懲役7年の実刑が確定。出所後は公の場には出ていない。
- 2011年（平成23年） - ライフスペース関係者による千葉成田ミイラ事件①の再審支援の会が発足。

## 著書
- 『生きるのがラクになる本-リラックスして自分らしく生きられるキイワード』 PHP研究所、1989年。
- 『生き方の方程式-愛そのものになる ビジョン1』 読売新聞社、1994年。

## 人物像
- 学生の頃の空気銃の事故により、片目の視力を失う。
- マスコミに登場した当初、食べ物はエビ、蕎麦、トマトしか食べないと主張していたが、実際にはワインなども嗜むなど食通でもあった。